# La muerte conoce tu nombre
La muerte conoce tu nombre (Death Knows Your Name) fue una película Argentina de terror y suspense dirigida, escrita y editada por el cineasta Daniel de la Vega. La película está en el idioma inglés ya que fue estrenada en Estados Unidos en DVD en 2005 y estrenada comercialmente en Argentina el 28 de febrero de 2013.

## Sinopsis
Bruce es un psiquiatra que descubre una calavera enterrada en los túneles abandonados del viejo hospital donde trabaja. Obsesionado con eso convence a su padre, un antropólogo forense, a reconstruir el rostro del cráneo para descubrir que la calavera tiene su misma cara.

## Distribución
La película fue filmada en Buenos Aires en el año 2005 y fue protagonizada por actores argentinos, a pesar de que el guion estuviese en inglés. Daniel de la vega dirigió la película para el mercado norteamericano y fue distribuida por Videomedia Editora y AVH.

## Lanzamiento en DVD y VHS
Lanzamiento en Estados Unidos en VHS - 10 de junio de 2005
Lanzamiento en Estados Unidos en DVD - 5 de diciembre de 2005
Lanzamiento en Argentina en DVD - 1 de junio de 2006 
Re - Lanzamiento en Argentina - 1 de junio de 2007

## Estreno en cines
2 de septiembre de 2005 (Estados Unidos)
14 de agosto de 2006 (Argentina)

## Elenco
- Rodrigo Aragón - Bruce Taylor
- Kevin Schielle - Richard Ian Paterson
- Mimi Rivera - Debra Miles
- Hugo Halbrich - Anthony Taylor
- Gonzalo Alfonsín - Cunningham
- Verónica Mari - Melissa Taylor
- Javier Gorleri - Walter
- Alicia Vidal - Helen
- Patricia Gómez - Paula
- Enrique Liporace - Policía 1
- Marcos Montes - Chofer
- Sergio Masurek - Policía 2
- Fabián Forte
- Mad Crampi